# Lee Myung-bak
Lee Myung-bak (n. 19 decembrie 1941 Osaka, Japonia) este un om politic și economist sud-coreean, președintele Coreei de Sud între 2008 - 2013. A fost primar al capitalei Seul, intre anii 2002-2006. El este membru în partidul conservator Hannara Dang sau GNP - Partidul Marii Națiuni (Grand National Party), și a câștigat alegerile prezidențiale din țara sa la 19 decembrie 2007.
În platforma sa politică Li Myung-bak s-a pronunțat pentru încurajarea orientării de piață a economiei și pentru o linie mai puțin conciliantă față de planurile regimului din Coreea de Nord de înarmare nucleară.

## Biografie
Li Myung-bak s-a născut la 19 decembrie 1941 într-o arie locuită de coreeni din orașul japonez Osaka. A crescut ca al cincilea dintre șapte copii într-o familie creștină protestantă și este membru al bisericii presbiteriene.
După sfârșitul celui de-al doilea război mondial, familia sa s-a întors in patrie, la Puhang,locul de baștină al tatălui său. Situația economică a familiei devenind dificilă , Li Myung-bak a trebuit să muncească de mic copil, pentru a-și ajuta părinții și frații. 
Cu ajutorul unei burse s-a înscris la cursuri serale pentru a-și completa studiile. A devenit lider de asociații studentești și a luat parte activă în 1964 la demonstrațiile furtunoase ale studenților împotriva politicii președintelui de atunci, generalul Park Cijan hi, de ameliorare a relațiilor cu puterea vecină, Japonia, care stăpânise Coreea între anii 1910 - 1945. În urma acestei activități politice, Li Myung-bak a fost arestat și a șezut în închisoare vreme de șase luni. În 1965 a terminat studiile de afaceri cu titlul de licențiat al Universității Koryo din Seul.

## Economist, om de afaceri și primar al capitalei Seul
Înaintea intrării sale în politică , între anii 1977-1992 a condus Li Myung-bak șase companii aparținând concernului Hyunday, bucurându-se de aprecierea întemeietorului acestuia.
În această calitate a contribuit la normalizarea relațiilor diplomatice dintre Coreea de Sud și fosta Uniune Sovietică, de asemenea a stabilit relații cordiale cu liderii unor state, ca fostul premier al Singaporelui. Lee Kuan yew, si conducătorul Cambodgiei, Hun Sen. 
În anul 1992 a fost ales prima dată în Adunarea Națională a Coreei de sud, Kukhae.
Între 1 iulie2002 - 30 iunie 2006 a fost  Li Myung-bak primarul capitalei Seul. In aceasta calitate si-a castigat popularitate si datorita catorva proioecte grandioase. Unul din ele a fost restaurarea ariei parcului si cursului de apa Cheonggyecheon, multa vreme seacă și în declin , unde în locul trenului suspendat construit in timpul regimului Park Cijan hi, a amenajat o uriașă zonă de odihnă și agrement pentru locuitorii orașului. De asemenea a lărgit pe de altă parte rețelele de transport public ale capitalei.
De mai multe ori Li Myung-bak intrat in trecut in conflict cu autoritățile de control financiar ale statului. O dată în 1996 a fost obligat sa plateasca o amenda de 4 milioane de won. În 1998, in urma unei încălcari ale unei legi electorale a fost iarăși penalizat cu o amendă de opt milioane de won.

## Activitatea ca președinte al republicii
Li Myung-bak a intrat în oficiul de președinte al Republicii Coreea (Coreea de Sud) la 25 februarie 2008.
Aceasta, în urma victoriei cu 48.7 % din voturi în alegerile prezidențiale din decembrie 2007, unde aprigul său rival, Chung Dong yung a obținut 26.1 % din voturile alegătorilor. 
2008. 
La 20 februarie 2008 parlamentul a aprobat lista noului guvern dirijat de fostul ministru de externe Han Seung-soo.
La alegerile parlamentare din aprilie 2008 partidul său Hannara Dang a învins în mod hotărâtor pe sociali-liberali, obținând majoritatea absolută în parlament .
Presedintele Li Myung-bak a promis reducerea taxelor pentru întreprinzători și măsuri contra „exceselor” unor sindicate profesionale. De asemenea a îmbunătațit relațiile țării sale cu SUA și cu Japonia. A suspendat planurile de reducere a personalului militar american aflat in Coreea de sud și a căzut de acord cu SUA asupra importului de carne de vită din această țară, în ciuda protestelor, sub pretexte sanitare, ale unor cercuri largi din Coreea. În toamna 2008 a fost nevoit să se confrunte cu criza economică globală și cu repercusiunile ei asupra economiei sud coreene.
Li Myung-bak este căsătorit și are un fiu și trei fiice.
Surse: Wikipedia germană, franceză, rusă și engleză